# Атенодор Кордиліон
Атенодорос Кордиліон (або Атенодор, Атенадор із Тарса дав.-гр. Αθηνόδωρος Κορδυλίων ; приблизно до середини 1 століття до н. е.) - філософ-стоїк, що народився в Тарсі. 
Був хранителем бібліотеки в Пергамі, де, за деякими даними, вирізав уривки з книг про стоїчну філософію, якщо з ними не погоджувався. 
Уривки, схвалені школою, були виключені з його творів [Зенона] Атенодором Стоїком, який відповідав за бібліотеку Пергаму; згодом, коли Атенодор був викритий і скомпрометований, вони були замінені.— Діоген Лаертський, vii. 34

Під кінець життя, завдяки своєму учню - Катону-молодшому, Атенодор переїхав до Риму, де й жив до самої смерті.  